# Carlos Urizar
Carlos Urizar Vargas (16 januari 1957) is een voormalig Boliviaans voetballer, die speelde als verdediger. Hij beëindigde zijn actieve loopbaan in 1988 bij de Boliviaanse club Club Litoral.

## Clubcarrière
Urizar begon zijn professionele loopbaan bij Club Municipal de La Paz en kwam daarnaast uit voor de Boliviaanse topclub Club Bolívar. Hij won in totaal driemaal de Boliviaanse landstitel.

## Interlandcarrière
Urizar speelde in totaal acht interlands voor Bolivia, alle in 1983. Onder leiding van bondscoach Wilfredo Camacho maakte hij zijn debuut op 19 juli 1983 in de vriendschappelijke thuiswedstrijd tegen Chili (1-2), net als Reynaldo Zambrana, Eduardo Terrazas, Carlos Arias en Rolando Coimbra. Urizar nam met zijn vaderland deel aan de strijd om de Copa América 1983.
| Interlands van Carlos Urizar voor Bolivia | Interlands van Carlos Urizar voor Bolivia | Interlands van Carlos Urizar voor Bolivia | Interlands van Carlos Urizar voor Bolivia | Interlands van Carlos Urizar voor Bolivia | Interlands van Carlos Urizar voor Bolivia |
| №                                         | Datum                                     | Wedstrijd                                 | Uitslag                                   | Competitie                                | Goals                                     |
| ----------------------------------------- | ----------------------------------------- | ----------------------------------------- | ----------------------------------------- | ----------------------------------------- | ----------------------------------------- |
| 1                                         | 19.07.1983                                | Bolivia – Chili                           | 1–2                                       | Oefeninterland                            |                                           |
| 2                                         | 03.08.1983                                | Bolivia – Paraguay                        | 2–1                                       | Oefeninterland                            |                                           |
| 3                                         | 06.08.1983                                | Bolivia – Paraguay                        | 1–3                                       | Oefeninterland                            |                                           |
| 4                                         | 14.08.1983                                | Bolivia – Colombia                        | 0–1                                       | Copa América                              |                                           |
| 5                                         | 21.08.1983                                | Bolivia – Peru                            | 1–1                                       | Copa América                              |                                           |
| 6                                         | 24.08.1983                                | Chili – Bolivia                           | 4–2                                       | Oefeninterland                            |                                           |
| 7                                         | 31.08.1983                                | Colombia – Bolivia                        | 2–2                                       | Copa América                              |                                           |
| 8                                         | 04.09.1983                                | Peru – Bolivia                            | 2–1                                       | Copa América                              |                                           |

## Erelijst
Club Bolívar
- Liga de Fútbol

1982, 1983, 1985